# Єльсі
Єльсі (італ. Jelsi) — муніципалітет в Італії, у регіоні Молізе,  провінція Кампобассо.
Єльсі розташоване на відстані близько 200 км на схід від Рима, 13 км на південний схід від Кампобассо.
Населення — 1769 осіб (2014).
Щорічний фестиваль відбувається 30 листопада. Покровитель — Андрій Первозваний.

## Демографія
Населення за роками:

Станом на 1 січня 2023 року в муніципалітеті офіційно проживало 117 іноземців з 25 країн, серед них 19 громадян країн Євросоюзу та 1 громадянин України.

## Сусідні муніципалітети
- Камподіп'єтра
- Черчемаджоре
- Джильдоне
- П'єтракателла
- Річча
- Торо